# Челкарский уезд
Челкарский уезд — административно-территориальная единица Актюбинской губернии Киргизской (с 1925 — Казакской) АССР, существовавшая в 1922—1928 годах.
Челкарский уезд с центром в п. Челкар был образован 5 июля 1922 года из Челкарского района. Включал 6 волостей:
- Кабыргинская кочевая
- Карасаевская кочевая
- Куландинская кочевая
- Тулагайская кочевая
- Урда-Кунганская кочевая
- Чингильская кочевая

15 января 1924 года к Челкарскому уезду был присоединён Иргизский уезд. На его территории были образованы 3 волости: Иргизская (центр — г. Иргиз), Карабутакская (центр — п. Карабутак), Жаркульская кочевая.
25 октября 1924 года Кабыргинская и Тулагайская волость были объединены в Карачокатскую (центр — ст. Карачокат), Карасаевская и Чингильская — в Челкарскую (центр — п. Челкар), Куландинская и Урда-Кунганская — в Чулак-Джиденскую (центр — аул № 7).
6 марта 1925 года город Иргиз был преобразован в посёлок, а посёлок Челкар — в город.
17 января 1928 года Челкарский уезд, как и все уезды Казакской АССР, был упразднён.